# Abelharuco-somali
O abelharuco-somali (Merops revoilii) é uma espécie de ave da família Meropidae.
Pode ser encontrada nos seguintes países: Etiópia, Quénia, Arábia Saudita, Somália e Tanzânia.